# 高ボッチ山

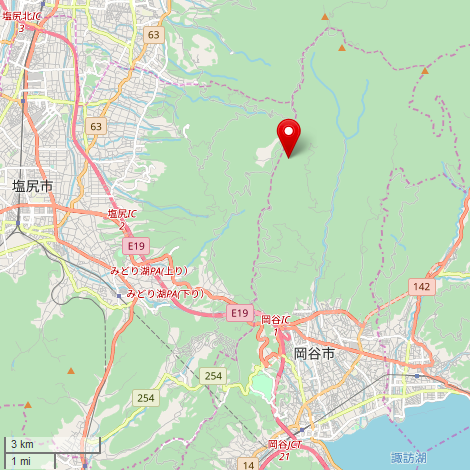
高ボッチ山の位置
（オープンストリートマップ）

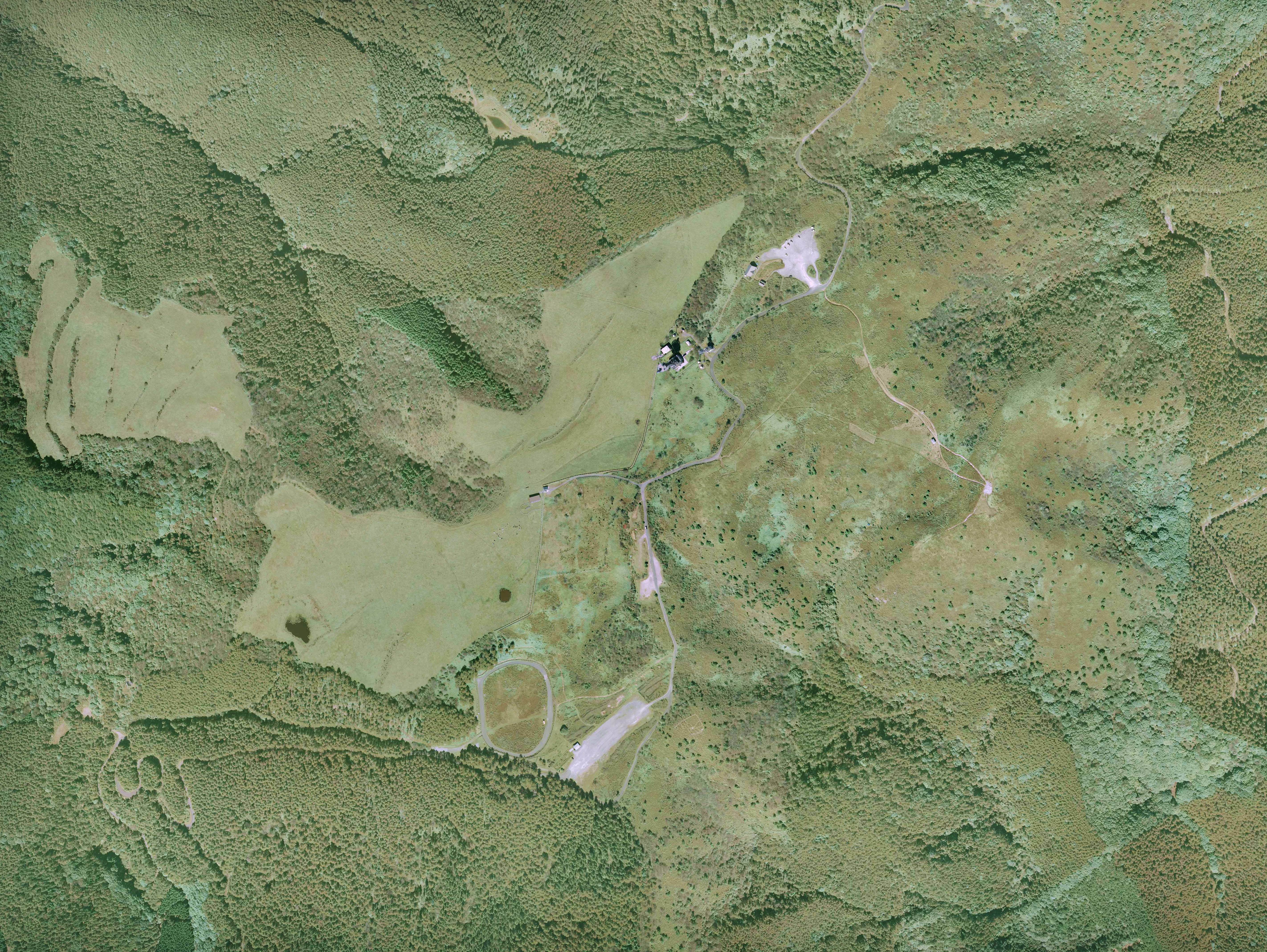
山頂周辺（2011年9月、国土地理院撮影）

高ボッチ山（たかボッチやま）は、長野県岡谷市と塩尻市との境にある、標高1,665メートルの山。筑摩山地に属する。八ヶ岳中信高原国定公園、塩嶺王城県立自然公園内。

## 地理・地質
長野県中部、岡谷市と塩尻市との境に位置する。ただし山頂付近は1.5 kmに渡って境界未定となっている。筑摩山地の南部にあたり、諏訪盆地と松本盆地とを隔てる塩尻峠の北側にある。山頂には三角点（基準点名は「今井」、等級は三等三角点）が設置されていたが、2009年（平成21年）の調査により「亡失」と判定され、基準点成果の公表は停止されている。地理院地図によれば高ボッチ山の標高は1,665メートルで、『角川日本地名大辞典』など資料によっては1,664.9メートルとの記載も見える。
高ボッチ山から南北に連なる山稜を高ボッチ高原という。皿状の凹地が散在する隆起準平原面で、「ひょうたん池」という名の池がある。
地質は第三紀・中新世の緑色凝灰岩（グリーンタフ）泥岩互層が主体。それを貫くようにして角閃石ひん岩が山頂部分に分布している。西側では石英閃緑岩が基部に貫入している影響で、泥石の一部がホルンフェルス化している。松本盆地に面して走る2本の断層は、糸魚川静岡構造線系のものとされている。
高地にあって夏の平均気温はセ氏20度前後と冷涼で、冬は雪に閉ざされる。
高原の大半がススキの草原で覆われ、夏はレンゲツツジやニッコウキスゲが咲く。そのほかヤマブドウ（「熊井（くまのい）ぶどう」と呼ばれた）・ハクサンフウロ・コバギボウシ・マツムシソウ・ヨツバヒヨドリなどが生える。昆虫としてはアサギマダラ・クジャクチョウ・ヒョウモンチョウが見られる。

## 歴史
江戸時代までは採草地（草刈場）として利用されていた。岡谷側の諏訪郡横川村と、塩尻側の筑摩郡北熊井村との間では境界を巡ってしばしば紛争となった。草原はやがて牧場となり、概ね6月上旬から10月上旬までの期間にわたって30頭ほどの乳牛を放牧している。昭和の半ば頃になると北熊井側の有志が中心となって草競馬が開催され始めた。その後は塩尻市の呼びかけのもと、2024年まで毎年8月に高ボッチ高原観光草競馬大会が催され
、競走馬からポニーまで、およそ100頭もの馬たちが草競馬場を駆け抜けた。
戦後間もない1951年（昭和26年）、警察予備隊の演習場が高原に設置され、草競馬場あたりから山頂に向かって実弾射撃訓練が行われた。崖の湯温泉から高原へと至る道路はこのとき拡幅され、沿道には営林署の小屋を転用した食糧倉庫の跡が残る。
1975年（昭和50年）、国土地理院は地形図の作成のため、岡谷・塩尻両市に市境について照会した。この結果、岡谷市の認識する境界線と塩尻市の認識する境界線が一致しないことが判明し、同院は境界線の修正を求めた。両市は境界問題の解決に向けて議論し、資料を持ち寄ったものの、どれが正しいか判定を下すことができず、境界が決まらないことによる不利益もないため、「境界未定」とすることになった。
かつては高ボッチ高原荘や高ボッチ山荘といった宿泊施設が存在したが、採算性（利用者数の減少や冬期閉鎖により通年営業が困難）や施設の老朽化、事故（高ボッチ高原荘は2000年1月に火災で焼失）といった問題から廃業し、2019年（令和元年）5月9日の高ボッチ高原環境管理ガイドラインを策定されるまでの19年間キャンプ行為を禁止となった。下記に後述する漫画・アニメ・ドラマ作品のゆるキャン△の舞台に使われたことや観光客の増加に伴い、2019年の高ボッチ高原環境管理ガイドラインを策定されてからは第2駐車場の周囲のみテント・タープの設置が可能になった。

## 命名
「高ボッチ」という名称は、1910年（明治43年）に5万分1地形図を作成する際、測量士らが付けたものとされている。由来は定かではないが、以下のような説がある。
- ダイダラボッチが休憩したとの伝承から。
- 凹地（くぼち、窪地）から。
- 山頂が栓、または蓋のつまみ、突起、あるいは帽子（いずれもボッチ、ポッチ、ボッチョといった異名をもつ）の形をしていることから。

ローマ字表記は "Takabocchi" ・"Takabotchi"  の2通りが見られる。

## 観光・交通

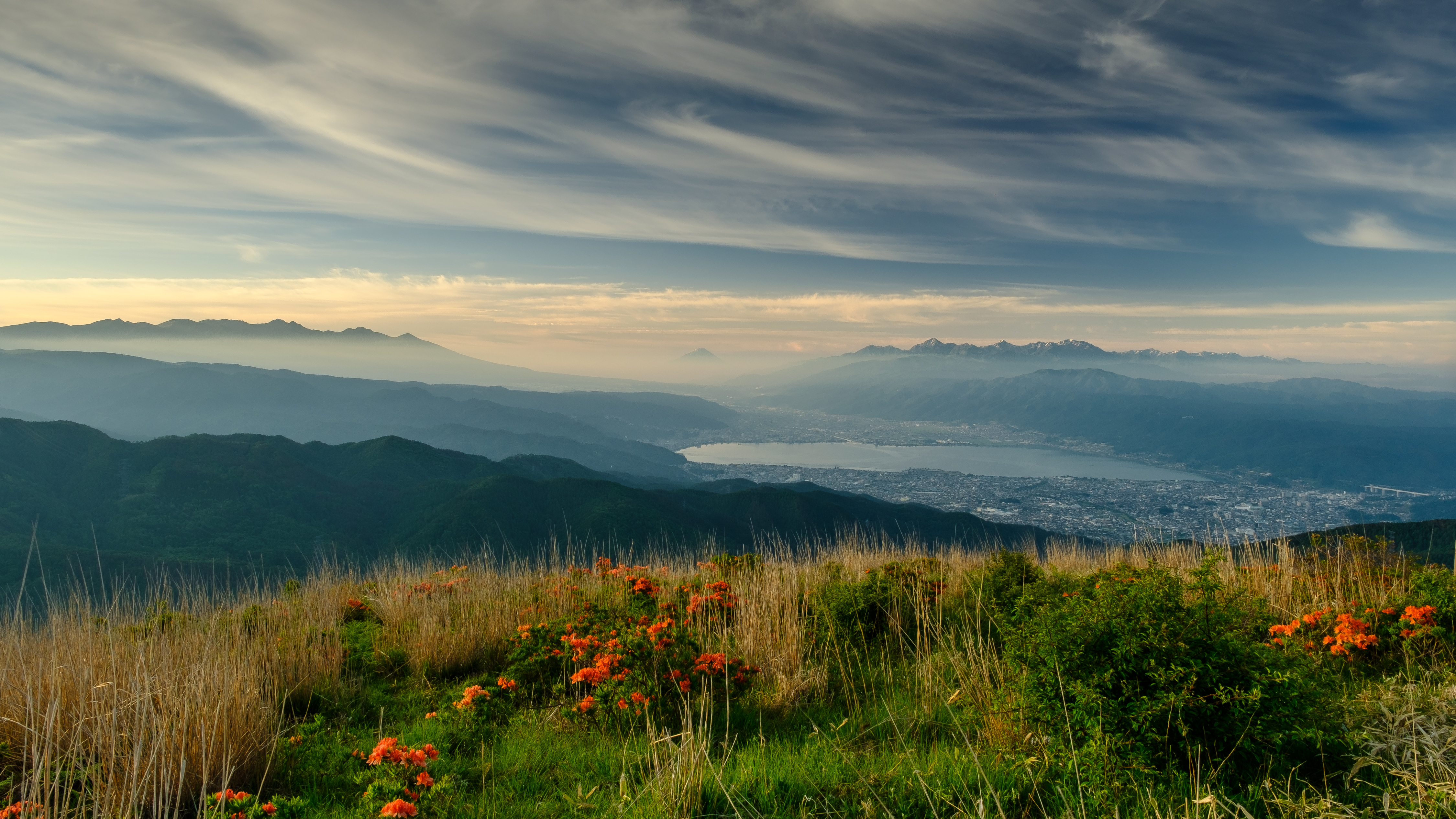
早朝の高ボッチから諏訪湖を見下ろす

長野自動車道・岡谷インターチェンジから15キロメートル、自動車で40分間。塩尻峠を通る国道20号から高ボッチ山を経て、鉢伏山のほか、西麓にある崖の湯温泉まで車道が通じている。JR岡谷駅からはタクシーで1時間程度。2017年（平成29年）には夏場の休日に限ってJR塩尻駅からバスが運行された。徒歩で登る際は塩尻側の麓にあるブリーズベイリゾート塩尻かたおか（旧・アスティかたおか）から2時間半ないし3時間、松本市の牛伏寺からであれば3時間半である。なお、高ボッチ山へと至る塩尻市道高ボッチ線は、冬になると路面凍結・積雪のため通行止めとなる。
眺望に優れ、飛騨山脈（北アルプス）や諏訪湖、八ヶ岳など、広範囲を見渡せる。他にも富士山や赤石山脈（南アルプス）、諏訪盆地を覆う雲海、夜景、諏訪湖の花火大会（諏訪湖祭湖上花火大会・全国新作花火競技大会）の撮影スポットとしても知られる。ハイキングに適し、6月はレンゲツツジ、7月はニッコウキスゲが見頃。
高ボッチ高原への観光入り込み客数は2004年（平成16年）時点で8万9,100人で、当時塩尻市内の観光地としては奈良井宿の4分の1程度に過ぎず、認知度・来訪率ともに低い水準にあったが、カメラマンを中心として次第に人気が集まり、2015年（平成27年）は約15万8,000人、2016年（平成28年）には16万700人と増加傾向にある。
歴史の項にある通り、かつては高ボッチ高原荘や高ボッチ山荘といった宿泊施設が存在し、高ボッチ山荘が管理するキャンプ場でキャンプも可能だったが、高ボッチ高原荘・高ボッチ山荘ともに火災で焼失し、それに伴ってキャンプ場も閉鎖された。国定公園内でのテントやツェルトを用いての野営は自然公園法に違反する（第20条第3項の一における工作物の新築に該当し、長野県知事の許可が必要となる）ため、ここでキャンプ行為を行うことはできない。
だが、近年の観光入り込み客数増加と共に、高原内の至る所で依然としてキャンプ泊、車中泊が行われていることから、塩尻市を含む関係団体で構成する高ボッチ高原自然環境保全協議会は2019年（令和元年）5月9日、高ボッチ高原環境管理ガイドラインを策定した。市道高ボッチ線を境に東側を自然環境保護エリア、西側を観光・農林業振興エリアに指定し、新たに第2駐車場内と同駐車場そばのファミリー広場に「テント・タープ等設置可能エリア」を設置し、適正利用を図る。ただ、これまで高ボッチ高原の管理を担ってきた自然保護センターがボランティアの高齢化などを理由に2019年度から管理者不在の状態になっている。このため、新たに2020年度内までに「公園保護管理員」の配置を検討、同年の11月から高ボッチ高原テント・タープエリア整地工事を伴い、2021年4月下旬に公開する。同年度は試験的に無料で運営し、2022年度より有料化の予定となっている。2025年からは上述の草競馬に代って、野外音楽フェスティバル「高ボッチFES」が開催される。

## 放送・通信
山頂には放送や通信に関する設備がいくつか立地する。以下に一部を示す。

### FM補完中継局
| 周波数（MHz） | 放送局名     | 空中線電力 | 実効輻射電力 | 放送対象地域 | 放送区域内世帯数 | 運用開始日    |
| ------------- | ------------ | ---------- | ------------ | ------------ | ---------------- | ------------- |
| 94.2          | SBC 信越放送 | 100W       | 145W         | 長野県       | 約27万8千世帯    | 2018年6月20日 |

- 松本地域（筑北盆地を除く）・北アルプス地域・諏訪地域・上伊那地域をカバーするためのFM補完中継局である。

### 長野県防災行政無線中継局
高ボッチ山に中継局があり、長野県防災行政無線の回線を構成している。同じ松本地域内の松本・聖・奈良井ダムのほか、上伊那地域の陣馬形・横川ダムの各局と結ばれている。

### 中部電力マイクロ波反射板
中部電力は1960年（昭和35年）10月、愛知県名古屋市にある同社本店と、飯田・松本・長野にある各拠点とをマイクロ波で結ぶ無線通信回線を完成させた。飯田 - 松本間の経路上には、下平および高ボッチ山の2か所にマイクロ波反射板が設置された。

### アマチュア無線
かつてアマチュア無線局用の中継局（レピータ）としてコールサイン「JR0VJ」（周波数439.98MHz、1292.16MHz）があったが、廃止となった。移動運用で訪れるアマチュア無線愛好家も多い。

## 高ボッチ山に関連する作品
- 『ゆるキャン△』 - あfろの漫画。第7 - 8話にて主人公・なでしこの友人・リンが訪問し昼食をとる描写がある。昼食後リンは高ボッチ山を離れキャンプ場へ移動したが、深夜に再び高ボッチ山の山頂へ訪れ、離れた地でキャンプをしていたなでしことスマートフォンで夜景の写真を贈り合い親交を深めた（単行本第2巻収録[39]、テレビアニメ第5話[40]、テレビドラマ第5話[41]）。原作漫画とアニメではキャンプを行う場所を探して山上をあちこち回るシーンがあるが、上述のガイドライン策定後に撮影・放送されたテレビドラマ版では、実際の高ボッチ高原で調理シーンおよびテント泊シーンの撮影が行われており、一連の撮影は高ボッチ高原環境管理ガイドラインに基づき「テント・タープ等設置可能エリア」内で行われた[42]。

- 『mono』 - あfろの漫画。第5 - 6話で上記の作品（「ゆるキャン△」）をモチーフをした作品がアニメ化になり、同じ出版社で連載作品を持つ漫画家の春乃が担当編集者から1泊2日の聖地巡礼（取材）を受け春乃とシネフォト部のさつき・アン・桜子（と春乃の飼い猫・たいしょう）と訪れる。